# Buchnereae
Buchnereae je tribus volovotkovki, dio reda medićolike (Lamiales). Sastoji se od 5 podtribusa sa 42 roda.

## Rodovi
1. Subtribus Cyclocheilinae ined.
  1. Cyclocheilon Oliv. (3 spp.)
  2. Asepalum Marais (1 sp.)
2. Subtribus neopisan
  1. Rhaphispermum Benth. (1 sp.)
  2. Leucosalpa Scott Elliot (3 spp.)
  3. Thunbergianthus Engl. (2 spp.)
3. Subtribus Buchnerinae Benth. & Hook.f.
  1. Radamaea Benth. (4 spp.)
  2. Nesogenes A.DC. (9 spp.)
  3. Sopubia Buch.-Ham. ex D. Don (32 spp.)
  4. Parasopubia H.-P.Hofm. & Eb.Fisch. (4 spp.)
  5. Micrargeria Benth. (3 spp.)
  6. Micrargeriella R.E.Fr. (1 sp.)
  7. Striga Lour. (55 spp.)
  8. Cycnium E. Mey. ex Benth. (17 spp.)
  9. Buchnera L. (132 spp.)
  10. Tetraspidium Baker (1 sp.)
  11. Pseudostriga Bonati (1 sp.)
  12. Cycniopsis Engl. (2 spp.)
  13. Rhamphicarpa Benth. (6 spp.)
  14. Ghikaea Volkens & Schweinf. (1 sp.)
  15. Sieversandreas Eb.Fisch. (1 sp.)
  16. Bardotia Eb.Fisch., Schäferh. & Kai Müll. (1 sp.)
  17. Graderia Benth. (4 spp.)
  18. Xylocalyx Balf.f. (5 spp.)
  19. Baumia Engl. & Gilg (1 sp.)
  20. Pseudosopubia Engl. (3 spp.)
  21. Hiernia S.Moore (1 sp.)
4. Subtribus Aeginetiinae Teryokhin
  1. Harveya Hook. (28 spp.)
  2. Hyobanche L. (9 spp.)
  3. Campbellia Wight (1 sp.)
  4. Christisonia Gardner (24 spp.)
  5. Aeginetia L. (8 spp.)
5. Subtribus Escobediinae Benth. & Hook.f.
  1. Buttonia McKen ex Benth. (2 spp.)
  2. Centranthera R.Br. (9 spp.)
  3. Alectra Thunb. (34 spp.)
  4. Pseudomelasma Eb.Fisch. (1 sp.)
  5. Gerardiina Engl. (2 spp.)
  6. Melasma Bergius (7 spp.)
  7. Escobedia Ruiz & Pav. (8 spp.)
  8. Vellosiella Baill. (3 spp.)
  9. Physocalyx Pohl (3 spp.)
  10. Nothochilus Radlk. (1 sp.)
  11. Magdalenaea Brade (1 sp.)

## Sinonimi
- Buchneraceae Lilja
- Cyclocheilaceae Marais
- Nesogenaceae Marais